# حملة الأمم المتحدة للألفية
 كانت حملة الأمم المتحدة للألفية عبارة عن وحدة حملات تابعة للأمم المتحدة تم إنشاؤها استجابة لإعلان الألفية الذي وقعه ممثلو 189 دولة عضو. تأسست في أكتوبر 2002 ،  تهدف الحملة إلى زيادة الدعم لتحقيق الأهداف الإنمائية للألفية والسعي إلى تحالف من الشركاء للعمل. تستهدف حملة الألفية المنظمات الدولية والحكومية ومنظمات المجتمع المدني ووسائل الإعلام على المستويين العالمي والإقليمي.

## خلفية
في عام 2000، اجتمع قادة 189 دولة في نيويورك لوضع الخطوط العريضة لسلسلة من الأهداف للتصدي لأخطر التحديات في العالم النامي. كانت الأهداف الإنمائية للألفية عبارة عن خريطة طريق من ثماني نقاط بأهداف قابلة للقياس ومواعيد نهائية واضحة لتحسين حياة أفقر سكان العالم. اتفق زعماء العالم على تحقيق الأهداف الإنمائية للألفية بحلول عام 2015.

## التأسيس
في أكتوبر / تشرين الأول 2002، بعد عامين من توقيع إعلان الألفية، أسس الأمين العام آنذاك كوفي عنان ومدير برنامج الأمم المتحدة الإنمائي مارك مالوك براون حملة الألفية كرد فعل على الجهود الفاشلة للحكومات في الوفاء بوعودها والتزاماتها لتحقيق الأهداف الإنمائية للألفية بحلول العام المستهدف 2015.

### الهدف
تماشيا مع الدعوة الواردة في توافق مونتيري من أجل «حملة إعلامية عالمية»، تهدف حملة الألفية إلى زيادة دعم المساعدة الإنمائية، والفرص التجارية، وتخفيف عبء الديون، ونقل التكنولوجيا، وغير ذلك من أشكال الدعم اللازمة لتحقيق الأهداف الإنمائية للألفية، وفي أثناء ذلك، تشجيع ظهور تحالفات واسعة وقائمة على الاكتفاء الذاتي والبراغماتية من الشركاء للعمل على تحقيق الأهداف الإنمائية للألفية. تستهدف حملة الألفية العالمية الهيئات / المنتديات الحكومية والدولية على الصعيدين العالمي والإقليمي؛ الحكومات والسلطات التشريعية الوطنية؛ منظمات المجتمع المدني؛ القطاع الخاص ووسائل الإعلام.

## الهيكل

### القيادة
يرأس وحدة حملة الألفية مدير، وهو مسؤول أمام مدير برنامج الأمم المتحدة الإنمائي ويعمل بشكل وثيق معه. وبينما يركز المدير في المقام الأول على بناء الأبعاد الخارجية لحملة الألفية ، فإنه يضمن أيضًا أن تعمل الوحدة كجسر للجهود التحليلية والاتصالية والحملات التي تبذلها منظومة الأمم المتحدة.
كان المدير كورين وودز، الذي تولى منصبه في 2 أغسطس 2010. ترك المدير السابق سليل شيتي منصبه في 1 يوليو 2010.

### المهام
- نشر البيانات والتحليلات المنبثقة عن الجهود الجوهرية لمنظومة الأمم المتحدة (تقارير الأمين العام ومشروع قرية الألفية والتقارير القطرية للأهداف الإنمائية للألفية)
- إقامة روابط بين حملة الألفية العالمية والحملات والحركات الحالية التي تقودها أو تدعمها وكالات الأمم المتحدة
- تعزيز التواصل والتشاور وبناء الشراكات بين الجهات الفاعلة الرئيسية، وخاصة من المجتمع المدني، وإشراكهم في الرصد والتحليل
- المساعدة في تنسيق استراتيجيات الحملة والرسائل المتسقة

## أحداث
في 15-16 أكتوبر 2006، سجل 23,542,614 شخصا من جيل الألفية في أكثر من ثمانين دولة حول العالم رقمًا قياسيًا جديدًا في موسوعة غينيس لأكبر عدد من الأشخاص «واقفوا ضد الفقر». قررت الأمم المتحدة الاستفادة من جيل الألفية بناءً على سنوات من البحث خلصت إلى أنه بالنسبة لجيل الألفية، فإن الوفاء بقيمتهم الاجتماعية هو المكافأة النهائية التي يمكنهم الحصول عليها، والحياة بالنسبة لهم هي مغامرة، وبالتالي فإن الحملة تمنحهم أكبر حركة لديهم حتى الآن.
سوف يستفيد من شغفهم بأن يكونوا جزءًا من شيء كبير وذو مغزى يمكن أن يحدث تغييرًا وتمكينًا كبيرًا
منذ عام 2007، نظمت حملة الألفية للأمم المتحدة أحداثًا قياسية سنويًا في جميع أنحاء العالم. بلغ عدد المشاركين 173 مليون في عام 2009. تم عقد معرض ستاند أب 2010 في الفترة من 17 إلى 19 سبتمبر.

## روابط خارجية
- حملة الألفية للأمم المتحدة
- قف واتخذ إجراءات
- برنامج الأمم المتحدة الإنمائي
- جعل الأهداف الإنمائية للألفية أكثر شمولاً ، وحث المجتمع المدني - عالم واحد جنوب آسيا